# Norra flottan

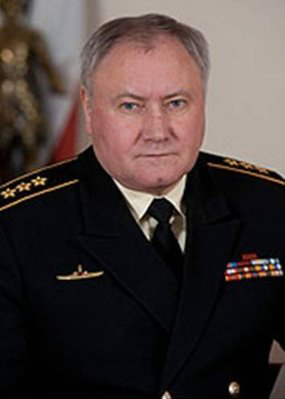
Vladimir Koroljov, befälhavare för Norra flottan 2011–2015

Norra flottan (ryska: Северный флот, Severnyy flot) är den ryska marinens flotta som är baserad vid Kolahalvön och Vita havet. Den omfattar även kustartilleri, marinflyg och andra enheter och skulle med svensk nomenklatur kallas Norra Marinen. Norra flottan grundades 1937 och fick sin bas i Vaenga (sedermera omdöpt till Severomorsk). Under andra världskriget spelade den en mycket undanskymd roll, och sysslade mest med enstaka landstigningsföretag i små enheter.

## Kalla kriget
Under kalla kriget förlades atomubåtarna med kärnvapen till stor del i Vaenga. Dessa krävde omfattande serviceinrättningar, och behövde skyddas av stora styrkor. Norra flottan växte snabbt till Sovjets största marin, och den är fortfarande störst i ryska flottan. Kolahalvön blev under sovjettiden synnerligen militariserat. I juni 1956 blev en ombyggd ubåt av typen Projekt 611 den första ubåten att bära kärnvapenbärande ballistiska robotar.

## Efter kalla kriget
Nedgångsperioden efter Sovjetunionens fall komplicerades av bland annat stora miljöproblem orsakade av kärnavfall från urdrifttagna atomubåtar och vapen. Förlisningen av atomubåten Kursk år 2000 var synnerligen besvärande för Nordflottans ledning och verksamhet.